# Jakuby (województwo lubelskie)
Jakuby – osada leśna w Polsce położona w województwie lubelskim, w powiecie janowskim, w gminie Janów Lubelski.
W latach 1975–1998 miejscowość położona była w województwie tarnobrzeskim.